# Paul Casey
Paul Casey (Cheltenham, 21 juli 1977) is een Engelse golfprofessional.

## Amateur
Na zijn schooltijd in Engeland kreeg Casey een studiebeurs voor de Universiteit van Arizona waar hij college golf met de Sun Devils speelde. Hij speelt regelmatig op de Amerikaanse PGA Tour.
Gewonnen
- 1998: PAC 10 Kampioenschap (-5), Cleveland Golf Southwestern Invitational (-4)
- 1999: PAC 10 Kampioenschap (-15),  NCAA West Regional (par), Engels Amateur Kampioenschap.
- 2000: PAC 10 Kampioenschap (-23), ASU Thunderbird/SAVANE Invitational (-9), Engels Amateur Kampioenschap.

Teams
- Walker Cup (namens Groot-Brittannië en Ierland): 1999 (winnaar)
- Eisenhower Trophy (namens Engeland): 2000
- St Andrews Trophy: 2000

## Professional
In 2000 werd Casey professional. Hij speelt nu op de Europese en Amerikaanse PGA Tour.
In 2006 verdiende hij bijna € 2.500.000 en eindigde hij als nummer 17 op de wereldranglijst (6de Europeaan). 

In 2007 won hij het eerste toernooi, het Abu Dhabi Golf Championship, en hij is een van de weinige spelers die de cut haalde in alle Majors. 

In 2009 behaalde hij zijn eerste overwinning op de Amerikaanse PGA Tour. Na een play-off tegen J.B. Holmes won hij het Houston Open. De week erop speelde hij de Masters voor de 5de keer. Terug in Europa won hij het BMW PGA Kampioenschap op Wentworth, waar hij drie jaar eerder de World Matchplay won. Ross Fisher, winnaar van het KLM Open 2008, werd tweede. Na deze overwinning stond Casey op nummer 3 van de wereldranglijst na Tiger Woods en  Phil Mickelson.
Op 24 december 2011 liep Casey een schouderblessure op met snowboarden, waarna hij enkele maanden niet kon spelen. Hj kon dus ook de Volvo Golf Champions niet verdedigenen en zakte op de wereldranglijst van de 3de naar de 133ste plaats. Ook moest hij zich uit het US Open terugtrekken, waardoor de 14-jarige Andy Zhang mocht meedoen. Zijn eerste goede resultaat in 2012 was een 5de plaats bij het Perth International Golf Championship in oktober.
Gewonnen
- 2001: Gleneagles Scottish PGA Championship
- 2003: ANZ Championship, Benson & Hedges
- 2005: TCL Classic
- 2006: Volvo China Open (gespeeld in 2005, telt voor 2006), Johnnie Walker Championship op Gleneagles, HSBC World Match Play Championship op Wentworth
- 2007: Abu Dhabi Golf Championship
- 2009: Shell Houston Open, Abu Dhabi Golf Championship, BMW PGA Championship op Wentworth
- 2011: Volvo Golf Champions
- 2013: Iers Open
- 2014: KLM Open

Teams
- Ryder Cup (namens Europa): 2004 (winnaars), 2006 (winnaars). 2008
- World Cup (namens Engeland): 2001, 2002, 2003, 2004 (winnaar, met Luke Donald)
- Seve Trophy (namens Groot-Brittannië en Ierland): 2002 (winnaars), 2003 (winnaars), 2005 (winnaars), 2007 (winnaars)